# Ganatantra Parishad
Ganatantra Parishad (Demokratiska Föreningen) var ett regionalt politiskt parti i Orissa, det första partiet i Orissa som utmanade Kongresspartiets maktmonopol. GP utvecklades senare[när?], tillsammans med andra regionala partier i Indien, till Swatantra Party.